# Henri Canisius
Pour les articles homonymes, voir Canisius.
 (janvier 2024).
Si vous disposez d'ouvrages ou d'articles de référence ou si vous connaissez des sites web de qualité traitant du thème abordé ici, merci de compléter l'article en donnant les références utiles à sa vérifiabilité et en les liant à la section « Notes et références ».
Henri Canisius (de son vrai nom Hendrik De Hondt, hondt signifiant « chien », en latin canis), né à Nimègue en 1562 et mort à Ingolstadt le 2 septembre 1610, est un canoniste et historien hollandais de religion catholique.

## Biographie
Après avoir étudié à l'université de Louvain, et y avoir donné des cours de droit civil et canonique, il passa en Italie, où il séjourna plusieurs années, bénéficiant des libéralités de Christophe Fugger, baron de Kirchperg et de Weissenhorn. En 1589, il se vit confier la première chaire de droit canon de l'Université d'Ingolstadt, en Bavière, qu'il occupa jusqu'à sa mort. Il fut vice-recteur de l'Université en 1603 (le recteur étant Jean-Ernest Fugger, fils aîné de Christophe), et recteur en 1604. Il est le neveu du jésuite Pierre Canisius.

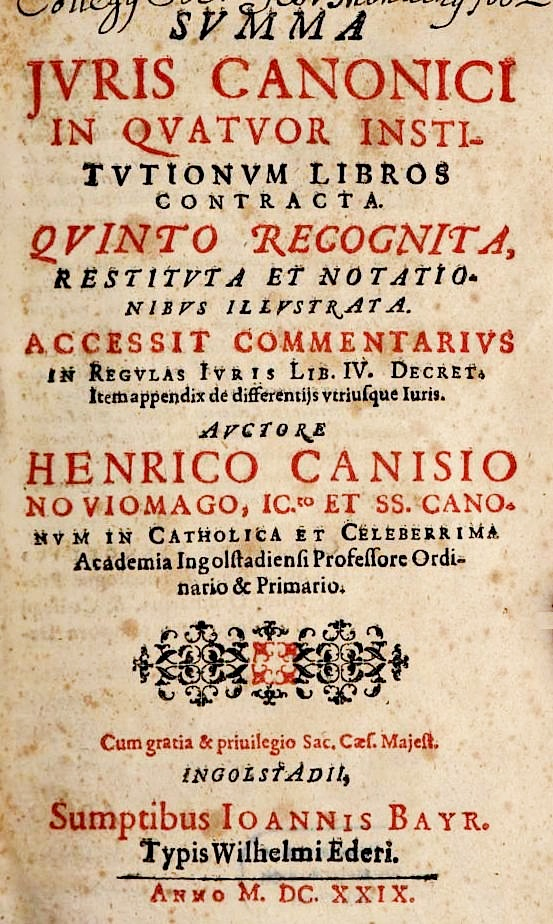
Page couverture de Juris Canonici

Il a fait plusieurs publications dans le domaine du droit canon, notamment une Summa juris canonici in quattuor institutionum libros contracta (Ingolstadt, 1599). Mais il est surtout connu pour avoir été le premier éditeur de plusieurs textes médiévaux importants. En 1600, il publia un volume contenant la Chronique de Victor de Tunnuna avec la continuation de Jean de Biclar, et la Legatio de Liutprand de Crémone. De 1601 à 1604, ce furent les six volumes de ses Antiquæ lectiones, seu antiqua monumenta ad historiam mediæ ætatis illustrandam numquam edita... omnia nunc primum e manuscriptis edita. Le tome I contient (entre autres) 67 lettres d'Alcuin, la Chronique de Prosper d'Aquitaine, les Gesta Karoli Magni de Notker le Bègue, et diverses annales et chroniques mineures. Dans le tome II (près de mille pages), on trouve également plusieurs chroniques (dont celle d'Hydace de Chaves et de Frédégaire) et des vies de saints. Le tome III contient une partie des Annales regni Francorum et des œuvres de Grégoire le Thaumaturge et d'Anastase le Sinaïte. Dans le tome IV, il y a plusieurs textes de Léonce de Byzance, de Jean Damascène, des textes du patriarche Nicéphore contre les iconoclastes, et des vies de saint Boniface, de sainte Walburge, etc. Dans le tome V, il y a des textes très variés, en plus de mille pages (des Pères grecs comme Basile de Césarée et Grégoire de Nysse, des textes de l'époque carolingienne comme la Grammaire d'Alcuin ou de la poésie de Théodulf d'Orléans, un récit contemporain de la croisade de Frédéric Barberousse...). Dans le tome VI (plus de 1 300 pages), on peut lire des textes de Barlaam de Seminara, des textes relatifs au schisme de 1054, des voyages en Terre Sainte, de nombreuses vies de saints, etc. En 1603, dans un autre volume, il publia l'Historia miscella de Landulf Sagax ; Sigismond Gelenius l'avait déjà éditée en 1532, et Pierre Pithou en 1569.   